# Acción de Alegría de Álava
La acción de Alegría de Álava o batalla de Alegría tuvo lugar el 27 de octubre de 1834 en el campo de Chinchetru, localidad de Álava, en España, durante la primera guerra carlista entre tropas isabelinas al mando de Manuel O'Doyle sorprendidas en una emboscada por las carlistas de Tomás de Zumalacárregui, que obtuvieron la victoria.

## Antecedentes
El ejército isabelino al mando de José Ramón Rodil, tras su desafortunada campaña realizada durante el verano de 1834, tratando de destruir las tropas de Tomás de Zumalacárregui y apresar al pretendiente Carlos María Isidro de Borbón, había quedado muy disminuido de fuerzas a finales de septiembre de 1834. Rodil fue destituido y encontrándose en Pamplona, recibió el 28 de septiembre de 1834 la orden de entregar el mando a Manuel Lorenzo. Marchó a Madrid, llevando hasta Vitoria como escolta la división de Manuel O'Doyle que pertenecía al ejército de Navarra. Sin tener poderes para ello, entregó esta división a Joaquín de Osma, comandante general de las provincias vascas, con residencia en Vitoria.

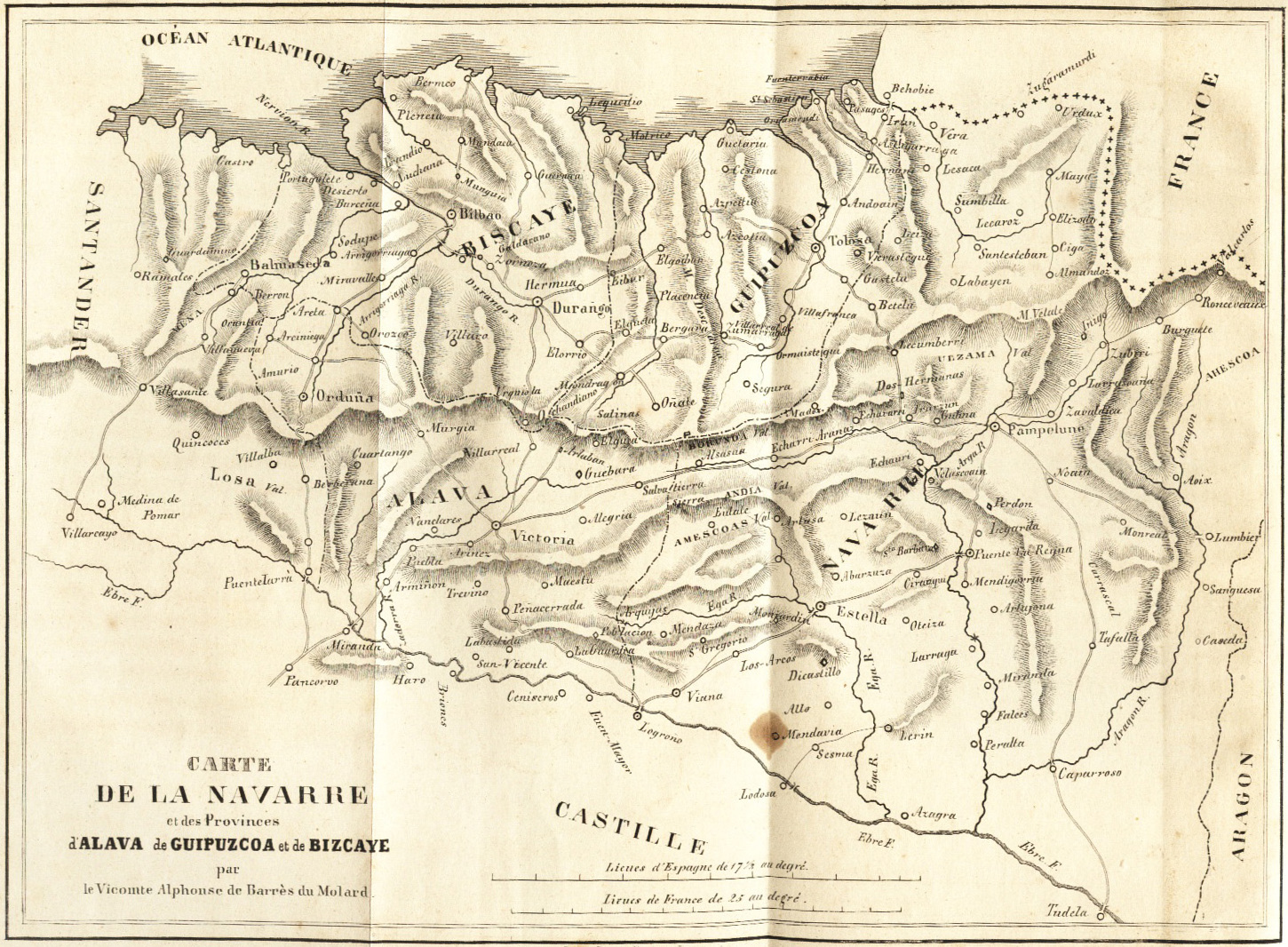
Escenario del territorio en el que actuó Zumalacárregui. Mapa de Barrés de Molard

Las tropas isabelinas de Navarra quedaron así aún más mermadas, incapaces de controlar los ágiles movimientos de Zumalacárregui. Este se acercó al Ebro a la altura de La Rioja con intención de atravesarlo y asaltar la localidad riojana de Ezcaray, situada a unos 40 kilómetros al sur del río, en la que existían importantes fábricas de paños de lana, para hacerse con estos productos y hacer uniformes invernales para sus tropas. Mientras sus oteadores recorrían el camino riojano a realizar, estudiando las posibles fuerzas que se podían encontrar en la zona, Zumalacárregui recibió el día 20 de octubre la noticia de que un convoy de armas se dirigía desde Burgos a Logroño y que había de pasar al día siguiente por el camino real cuando transcurre cerca del Ebro. Con cuatro batallones y tres escuadrones cruzó el día 21 por la mañana el río por el vado de Tronconegro pero muy poco antes ya había pasado el convoy. Se puso en rápida marcha tras la ansiada presa, mas al intentar atravesar la población de Cenicero fue retenido por los miembros de la milicia urbana que se habían atrincherado en la iglesia, junto al puente por el que transcurre la carretera. Zumalacárregui tuvo que dar un rodeo pero acabó por alcanzar con su caballería el convoy ya a la vista de Logroño. Al volver con su rico botín, incendió la iglesia de Cenicero, cruzó el Ebro por el mismo vado el día 22, y marchó nuevamente a Navarra, asentando sus tropas en los pueblos del valle de La Berrueza.
A última hora del día 21 había llegado a Vitoria la noticia de la incursión de Zumalacárregui a La Rioja por lo que Osma ordenó a O'Doyle que se pusiese inmediatamente en marcha hacia el Ebro con su división. Esta se componía de los regimientos 1º y 2º de la Reina, 1º de África, 1º y 2º de Carabineros y el batallón de Bujalance. Las órdenes que O'Doyle recibe de Osma son de que debe marchar hacía el Ebro por Peñacerrada para cortar la retirada a Zumalacárregui. De encontrarse el carlista otra vez en la orilla norte del Ebro, como supone que volverá a Navarra, debe perseguirlo hasta el límite de Álava con Navarra, en cuyo territorio no desea que entre O'Doyle bajo ningún concepto ya que volvería a estar su división bajo el mando de Lorenzo. De no encontrar a Zumalacárregui, deberá llegar a Maeztu y, cruzando la sierra de Andía y bajando a la llanura, volver a Vitoria por Alegría de Álava.
Llegado O'Doyle a Peñacerrada el día 22 por la tarde, se entera de que los carlistas ya se encuentran otra vez al norte del Ebro, por lo que marcha al día siguiente por el valle del río Ega, pernocta en Lagrán y llega el día 24 a Maeztu. Deja descansar un día a su tropa que además de estar muy cansada por la caminata, está a falta de víveres. Al día siguiente, día 26, sale de Maeztu, cruza la sierra de Andía y tras recorrer 22 kilómetros, llega a mediodía a Alegría de Álava.

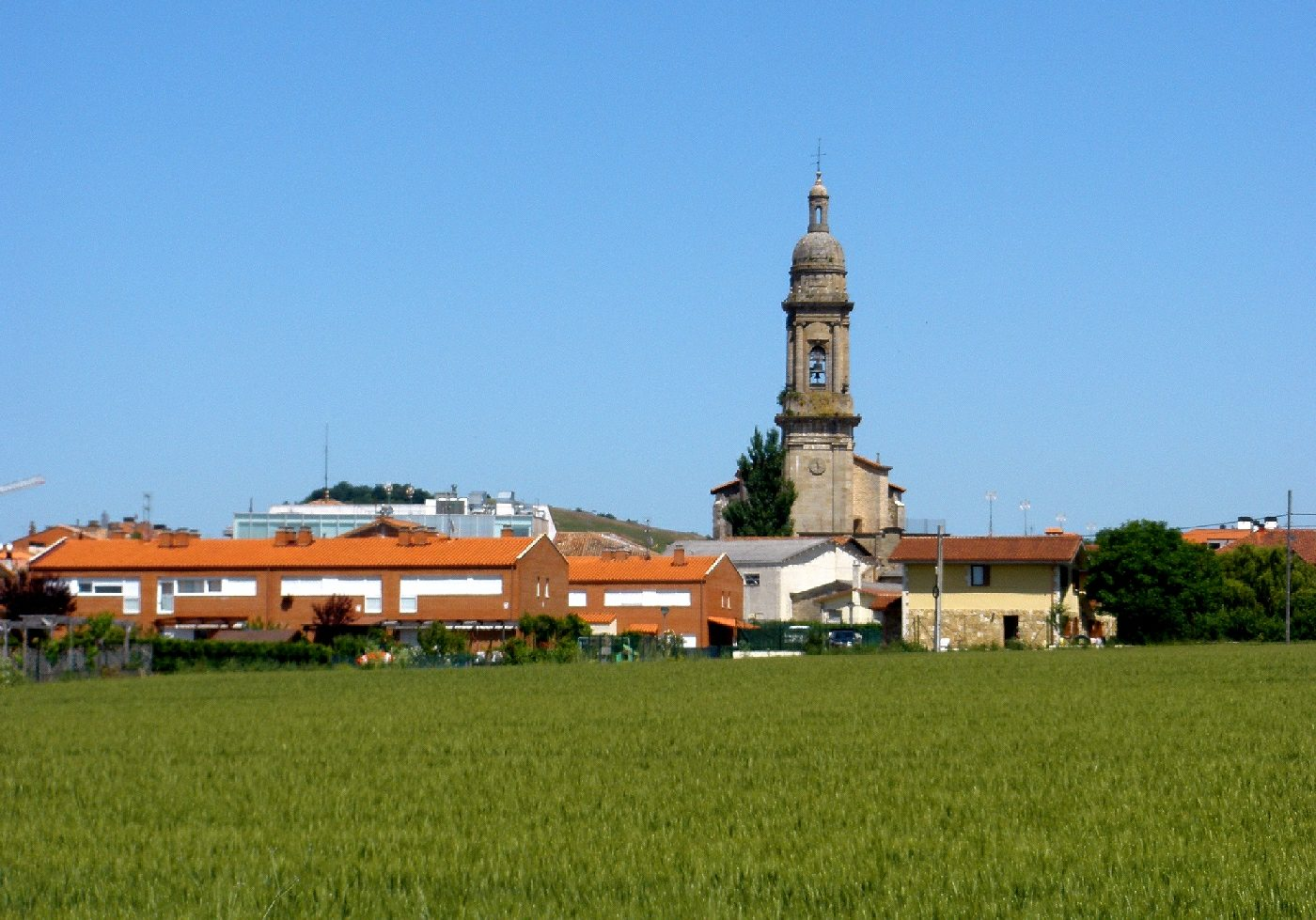
Alegría de Álava

Llegado aquí, se encuentra con una orden de Osma en la que se le manda dispersar inmediatamente su división, según la cual ha de permanecer en Alegría de Álava únicamente con el primer batallón de la Reina, el primero de África, las dos piezas de montaña de que dispone la división y una sección de caballería. Las restantes fuerzas se deben acantonar aquella misma tarde en Guevara, Arroyabe y Ullíbarri-Gamboa, localidades distantes seis, doce y trece kilómetros al norte de Alegría de Álava. A O'Doyle le parece una imprudencia dispersar la división y consulta la orden recibida con sus jefes de regimiento, los cuales tampoco la consideran acertada. Pero obedecen y abandonan seguidamente Alegría de Álava, dirigiéndose a las localidades que les han sido asignadas como cuartel. O'Doyle redacta una carta dirigida a Osma, mostrando su disconformidad.

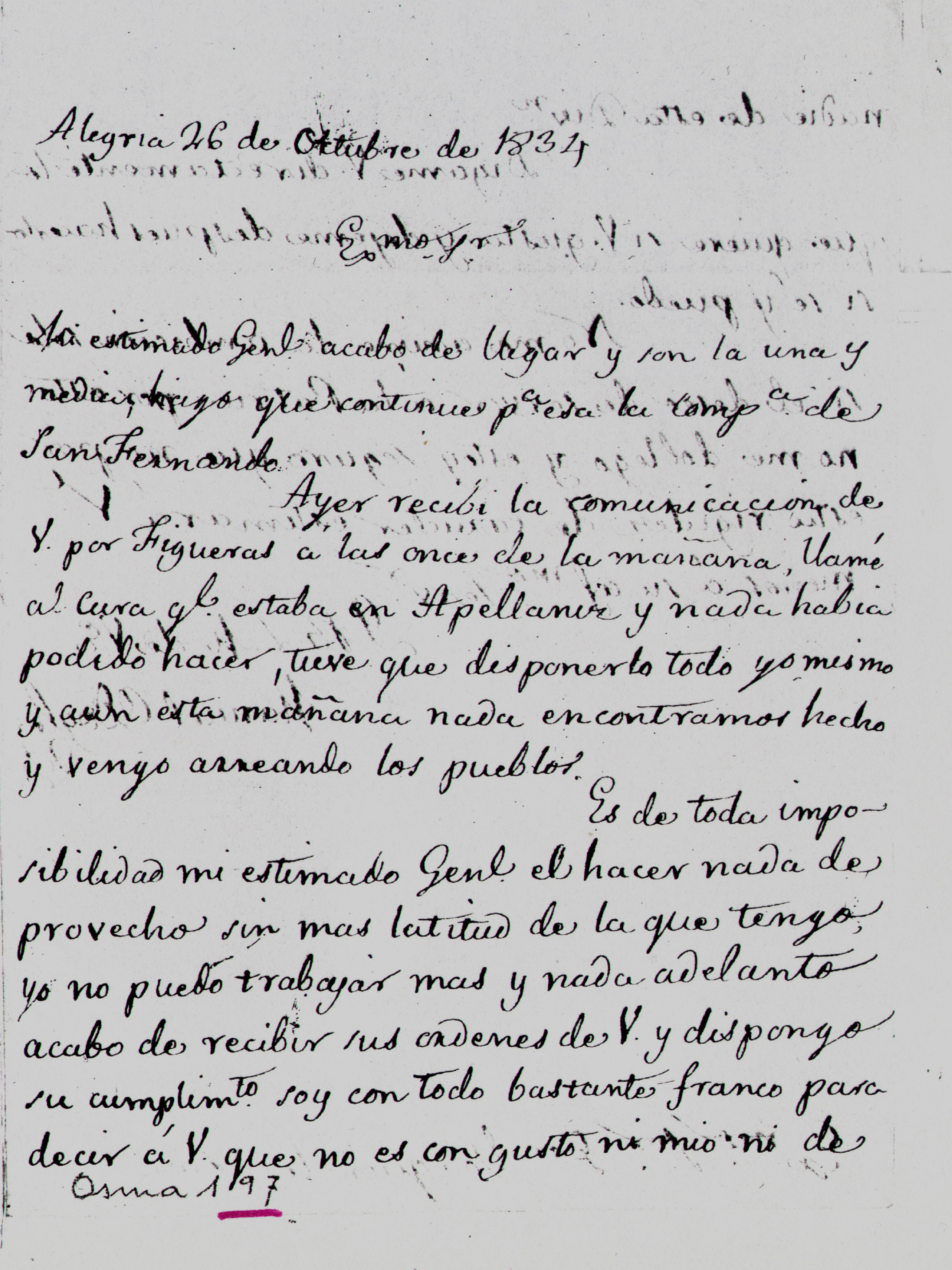
Carta de Manuel O'Doyle a Joaquín de Osma el 26.10.1834. Anverso

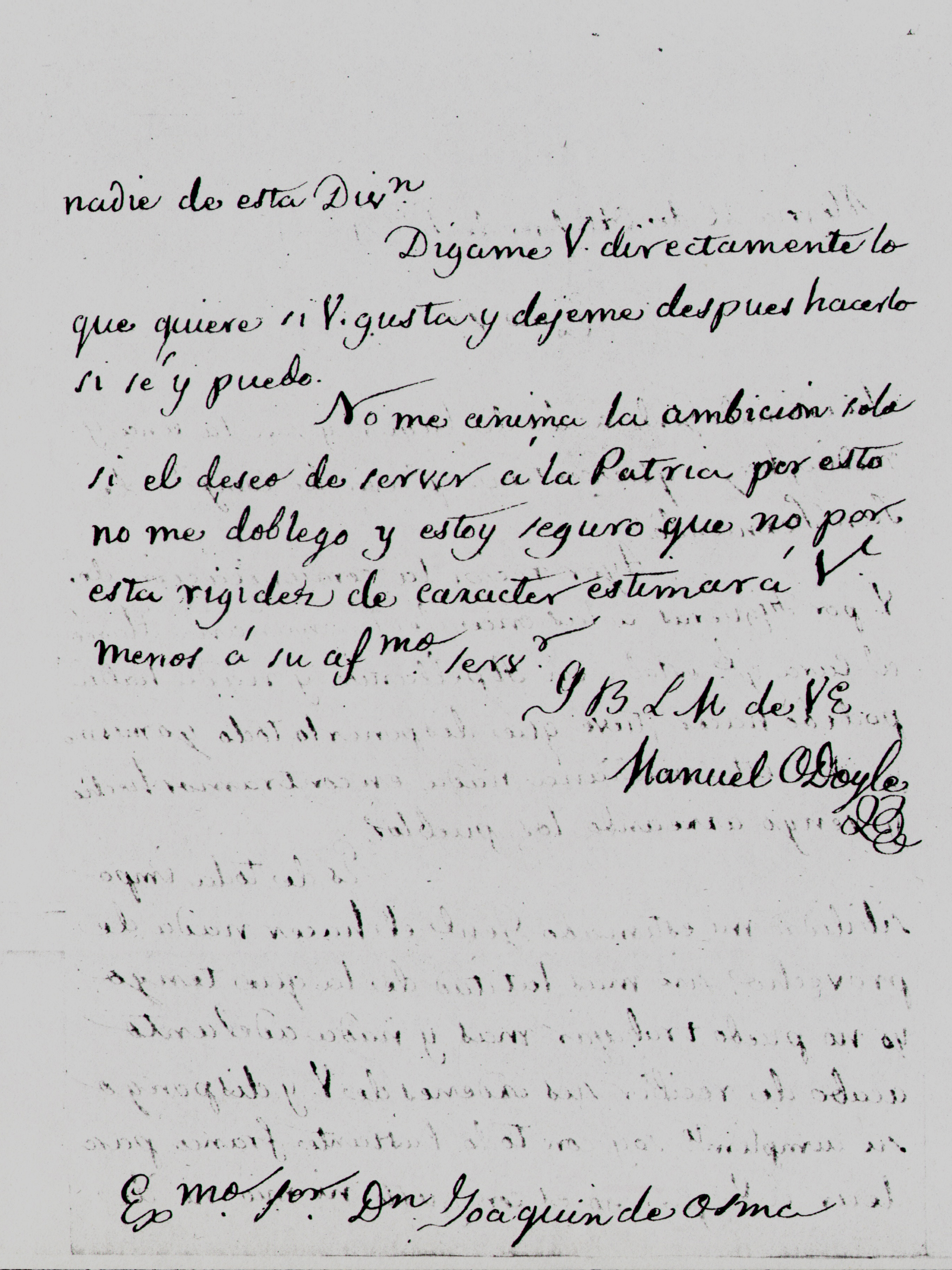
Carta de Manuel O'Doyle a Joaquín de Osma el 26.10.1834. Reverso

Zumalacárregui se encuentra en el valle de La Berrueza, a 48 kilómetros al sur de Alegría de Álava, teniendo muy cerca, en Los Arcos, la división de Lorenzo que espera la llegada desde Cirauqui de la división de Oráa para atacar juntos al carlista.
Los Aduaneros carlistas de Zumalacárregui observan los movimientos de las tropas enemigas y empleando los resistentes corredores montañeses, el jefe carlista está siempre muy bien informado. Los que están observando la división de O'Doyle, al ver que parte de esta tropa abandona Alegría de Álava, envían la noticia a Zumalacárregui que la recibe a última hora de la tarde. El jefe carlista no tiene fuerzas suficientes para enfrentarse con una división pero sí con un par de batallones. Decide desplazarse a la llanura de Álava y ver de encontrar la ocasión de chocar con alguna de las columnas de la división dispersada. Ha anochecido, deja unos pocos hombres para que mantengan vivas las fogatas de los campamentos y abandona con el mayor sigilo el valle, llevando sus batallones a dormir a Campezo, Zúñiga y Orbiso. Ahora se encuentra tan sólo a treinta y cinco kilómetros de Alegría de Álava mientras que Lorenzo, engañado por los vivos fuegos encendidos en La Berrueza, le supone durmiendo en este valle.

## La acción
El día 27 se presenta Osma a primera hora en Alegría de Álava y explica a O'Doyle los motivos por los que ha ordenado la dispersión. Se debe a que tiene noticia de que el pretendiente Carlos se encuentra en Oñate, a unos 25 kilómetros al norte de donde se ha acantonado la división dispersada. La división de O'Doyle, convertida ahora en cuatro columnas, saldrá aquella misma tarde de sus acantonamientos hacia el norte, marchando durante la noche, llegando al amanecer a Oñate por diferentes caminos y apresando allí al Pretendiente.
Por la mañana se ha puesto en marcha el ejército carlista. Los soldados van contentos ya que les han repartido la ración de aguardiente que el jefe acostumbra darles el día que tiene previsto un combate. Zumalacárregui ha dividido su tropa en dos columnas, una al mando de Manuel Iturralde, que comprende los batallones tercero, cuarto y sexto de Navarra y el segundo de Guipúzcoa, ha de remontar la sierra por el puerto de Saseta. La otra, dirigida por él mismo y compuesta por el batallón de Guías de Navarra, primero de Navarra, tercero de Álava y el regimiento de lanceros de Navarra, lo hará por el puerto de Ulibarri.
Por el camino los carlistas van recogiendo toda persona que encuentran, bien caminando, bien trabajando en el campo y los hacen marchar con ellos o los dejan encerrados en algún corral alejado del camino, con un par de soldados de guardia, haciendo así nula la posibilidad de que la noticia de su marcha llegue demasiado pronto a conocimiento del enemigo. Con el tiempo, el no encontrar el ejército isabelino durante la marcha gente por el camino o en el campo, les hace intuir la cercanía de Zumalacárregui.
El jefe carlista está informado de que Lorenzo no se ha enterado de su marcha y sigue en Los Arcos, por lo que no teme verse perseguido por él. Ha forjado su plan: hará atacar con unos pocos soldados la localidad de Salvatierra, situada a diez kilómetros al este de Alegría de Álava, él se esconderá a mitad de camino en el bosque de Chinchetru esperando allí a O'Doyle. Supone que éste interrumpirá su marcha hacia el norte y se dirigirá hacia el este a poner orden en Salvatierra, a la que considerará atacada solo por una de las pequeñas partidas carlistas que actuaban en la llanura alavesa. Desde que salió el día 22 de Vitoria no ha encontrado a Zumalacárregui ni ha tenido tan siquiera noticias de su paradero, por lo que piensa que tiene que encontrarse en Navarra. Iturralde bajará de Saseta, se esconderá en las laderas boscosas al sur de Alegría de Álava y tan pronto como O'Doyle salga hacia Salvatierra, marchará en paralelo y una vez iniciado el enfrentamiento en Chinchetru por Zumalacárregui, se lanzará por la derecha sobre la tropa isabelina.
Las circunstancias se pusieron a favor de Zumalacárregui ya que cuando se dirigía hacia Chinchetru se cruzó con el gobernador de Salvatierra que había salido hacia Vitoria llevando una partida de prisioneros. Eran las cuatro, la tropa de O'Doyle comenzaba a salir de Alegría de Álava hacia el norte cuando llegó hasta allí el ruido del tiroteo de Chinchetru que Zumalacárregui hizo incrementar aún más con varias descargas al aire. Luego se ocultó en el bosque al norte del pueblo.

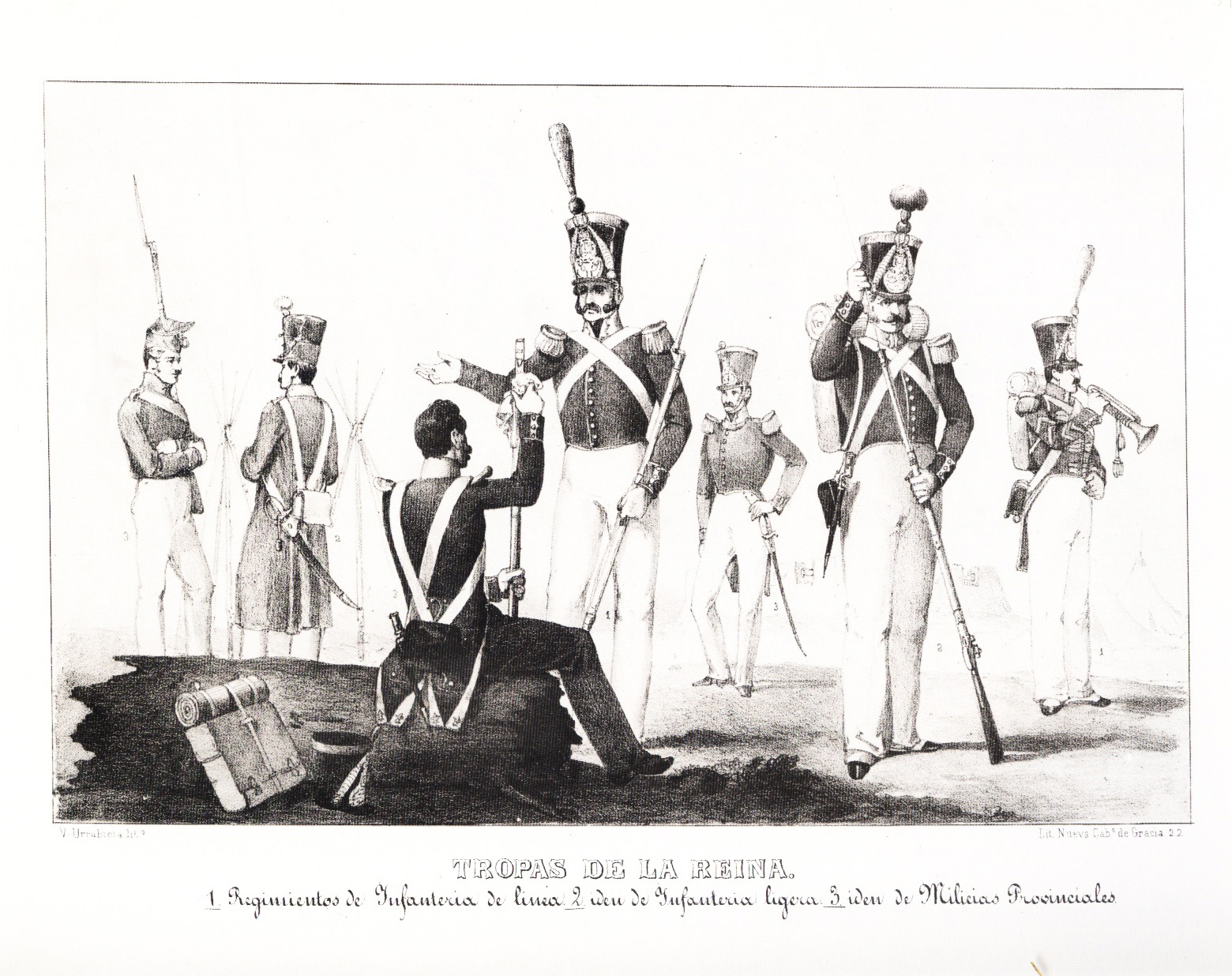
Tropa isabelina

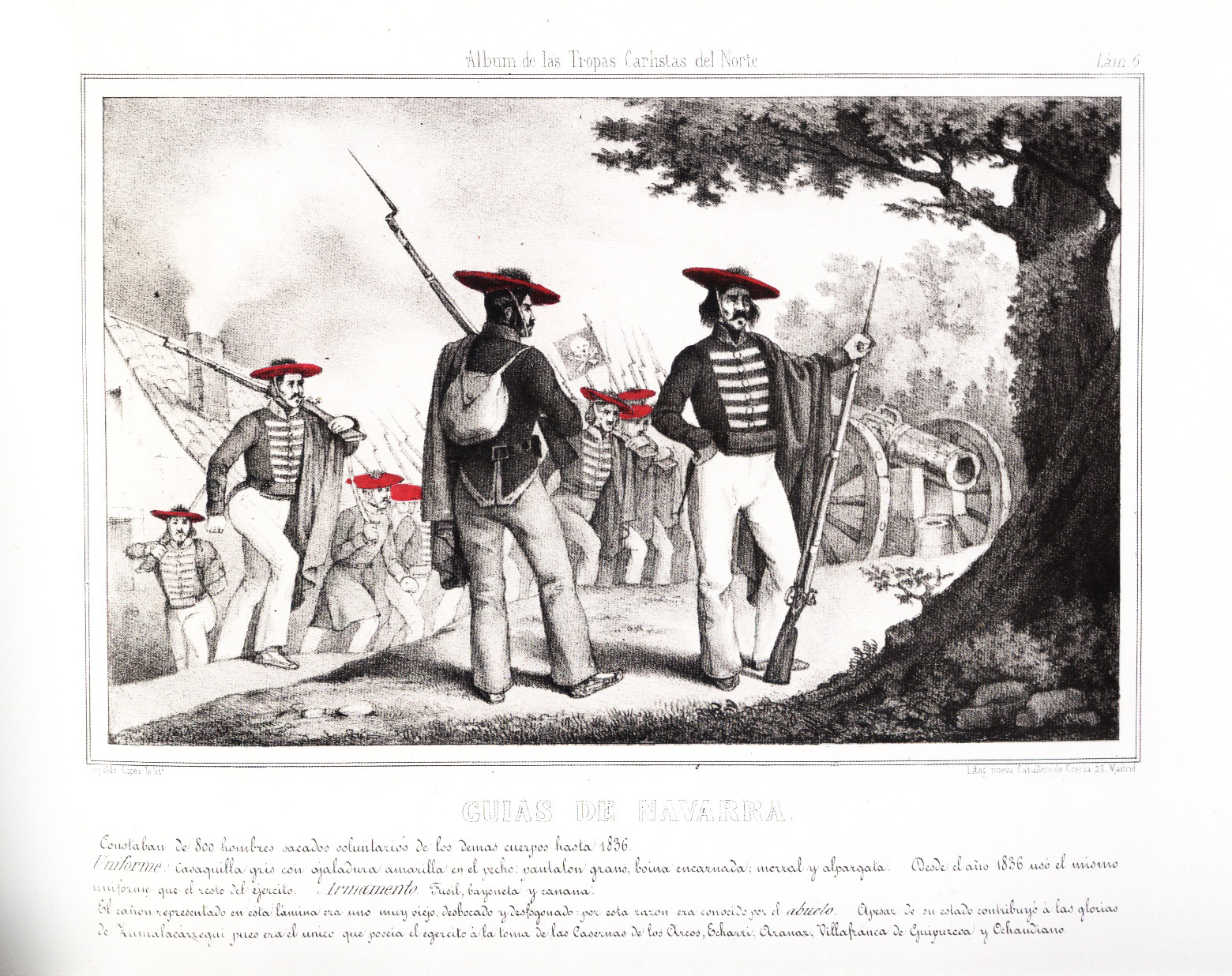
Guías de Navarra

O'Doyle abandonó inmediatamente la dirección norte y dobló hacia el este, por los cerros, el camino más corto para llegar a Chinchetru. El camino por estos pequeños cerros en los que acaba la sierra de Andía en la llanura alavesa era malo, el terreno boscoso, nada apto para la marcha de un ejército regular. El tiempo de esta tarde es magnífico y los últimos rayos del sol caen sobre las armas de la tropa isabelina y su reflejo en ellas permite ver a Zumalacárregui desde el alto de Chinchetru por donde se acerca el enemigo. Hace salir del bosque al batallón de Guías de Navarra y lo forma en el llano que hay entre Chinchetru y los cerros por los que se acerca el enemigo. La vanguardia isabelina, con la que va a caballo O'Doyle, formada por compañías de cazadores, marcha muy rápida delante del grueso de su ejército. Al salir del bosque se encuentra a la temida tropa carlista, bien conocida por sus rojas boinas y que siempre actuaba bajo las órdenes directas de Zumalacárregui. Vencido el estupor inicial, ya que O'Doyle no pensaba encontrarse con el jefe carlista en la llanura alavesa, puesto que Osma le había informado que en la llanura alavesa «...sólo había una pequeña partida mandada por un tal Dionisio que corría en las inmediaciones de Salvatierra,» da orden de iniciar el combate pero los cazadores isabelinos son arrollados rápidamente por los Guías de Navarra, antes de que hayan llegado al escenario los dos batallones que marchan tras ellos. Cuando llegan éstos y comienzan a salir del bosque, Zumalacárregui hace bajar al campo al resto de sus tropas y el combate se realiza con gran fuerza. Y es entonces cuando Iturralde también aparece, atacando la retaguardia y el flanco derecho de la columna enemiga. El desconcierto de O'Doyle es total, se deshacen las formaciones incapaces de actuar ordenadamente en aquel espacio tan reducido, y agotadas las primeras cargas de fusil, no saben defenderse al ser atacados a la bayoneta y se van rindiendo.
El ruido del enfrentamiento llega hasta las localidades en las que se encuentran acantonadas las restantes fuerzas de la división de O'Doyle y que se ponen en camino hacia Chinchetru. Pero pronto se encuentran con soldados isabelinos que han conseguido salvarse de la masacre y cuando éstos les relatan que la columna a la que pertenecen ha sido destrozada, deciden dirigirse a Vitoria, ciudad a la que llegan entrada la noche.
También durante esta noche, en los bosques entre Chinchetru y Alegría de Álava, los carlistas buscan y encuentran a soldados isabelinos escondidos y como mientras siguen cazando no pueden llevar consigo la presa, van dando muerte a los apresados.
Los carlistas han capturado las dos piezas de artillería de montaña con sus correspondientes municiones y la bandera coronela del regimiento de África. O'Doyle y otros oficiales se han rendido y al día siguiente son fusilados.
Pero unos doscientos cincuenta soldados isabelinos con sus jefes se han mantenido unidos y en rápida marcha consiguen llegar a Arrieta, a tres kilómetros del lugar del combate, y se encierran en la iglesia donde resisten durante la noche el acoso de los carlistas que les han perseguido.
La noticia de este hecho también llega durante la noche a Vitoria. El intento de Osma de poner a salvo a estos soldados al día siguiente dará lugar a la llamada Acción de la Venta de Echavarri.

## Esquema de situación de la acción de Alegría de Álava
```
                                   (1)
 (2)^^^^^^^^^^^^^^^^^^^^^^^^^^^^^^^^^^^^^^^^^^^^^^^^^^^^^^^^^^^^^^^^^^^^^^^^^
                (3)
                            (4)
                                  (5)
 (6) (7)                                                                (8)
                                                        ^^^^
                                                        (9)
                                         ^^^^^^^^^^^^^^^^
                                  (10)
 (11)^^^^^^^^^^^^^^^^^^^^^^^^^^^^^(12)^^^^^^^^^^^^^^^^^^(13)^^^^^^^^^^^^^^^^^
```

(1) Oñate. (2) Sierra de San Adrián. 3) Ulibarri-Gamboa. (4) Arroyabe. (5) Guevara. (6) Vitoria. (7) Arrieta. (8) Salvatierra. (9) Chinchetru. (10) Alegría de Álava. (11) Sierra de Andía. (12) Puerto de Saseta. (13) Puerto de Ulibarri.